# Couffo
Couffo ist ein Département Benins mit der Hauptstadt Dogbo-Tota. Die Stadt wurde allerdings noch nicht offiziell zur Hauptstadt ernannt, nimmt aber sämtliche Hauptstadtfunktionen wahr.

## Geographie
Das Departement liegt im Südwesten des Landes und grenzt im Westen an Togo, im Osten an das Departement Zou, im Süden an das Departement Mono und im Südosten an das Departement Atlantique.

### Kommunen
- Aplahoué
- Djakotomey
- Dogbo-Tota
- Klouékanmè
- Lalo
- Toviklin

## Bevölkerung
Bei der letzten Volkszählung 2013 zählte das Departement 745.328 Einwohner.

### Bevölkerungsentwicklung
| Jahr        | Einwohnerzahl |
| ----------- | ------------- |
| Zensus 1979 | 273.536       |
| Zensus 1992 | 395.132       |
| Zensus 2002 | 524.586       |
| Zensus 2013 | 745.328       |

### Volksgruppen
Die Adja bilden mit 88,4 % Bevölkerungsanteil die erdrückende Mehrheit. Die einzig nennenswerte Minderheit sind die Fon.

### Religionen
Die große Mehrheit von 63,1 % der Bevölkerung bekennt sich zum Voudou-Kult. Das Christentum mit 24,8 % bildet eine große Minderheit (wobei rund 55 % Anhänger Afrikanischer Unabhängiger Kirchen und nur 24 % Katholiken sind). Der Islam spielt mit 0,7 % Bevölkerungsanteil keine Rolle.

## Geschichte
Couffo entstand 1999 durch die Trennung von dem Departement Mono.
Koordinaten: 7° 0′ N, 1° 48′ O